# Synagogue de Brumath
La synagogue de Brumath est un édifice religieux datant de la fin de la première moitié du XIXe siècle, toujours en usage pour le culte juif, inscrit depuis 1994 à l'inventaire général du patrimoine culturel.

## Localisation
Le bâtiment est situé à Brumath (Bas-Rhin, France), au 28 rue du Général Rampont.

## Histoire de la communauté juive de Brumath

### DuXVIeauXVIIIesiècle
On ne trouve pas trace de Juifs à Brumath à l’époque médiévale. La première mention d'une famille juive établie à Brumath remonte à 1562.
Brumath est l’une des premières possessions des seigneurs de Lichtenberg devenus par la suite les comtes de Hanau-Lichtenberg. Ces derniers auront une politique favorable à l’implantation des Juifs dans leurs villes et villages. À partir de 1648, les traités de Westphalie et le rattachement de l'Alsace à la France favorisent une relative normalisation de la condition juive. Le roi de France pratiquait ce que l'on pourrait appeler une « realpolitik ». Il avait besoin, ainsi que le comte, de chevaux, de fourrage et de tout ce qui était nécessaire à une armée. Les Juifs étaient les pourvoyeurs de l'ensemble de ces besoins et bénéficiaient ainsi de certaines indulgences. Ils avaient, entre autres, obtenu l'autorisation de prier en commun, à condition que tout se passe discrètement. Le culte public était interdit, mais le culte privé toléré. « Ils étaient abrités, à condition de payer annuellement une taxe de protection (n.d.r. : seigneuriale) ou Schirmgeld ».
En 1689, on recense 4 familles juives à Brumath et, en 1766, leur nombre s'élève à 8 ou 9.

### XIXesiècle
Une synagogue est édifiée en 1801.
Selon les travaux de l'historien Jean-Frédéric Aufschlager, 250 Juifs résident à Brumath en 1828, sur une population totale de 4 203 habitants. Brumath est le siège d'un rabbinat desservant sept autres communes : Eckwersheim, Minversheim, Mommenheim Schwindratzheim, Waltenheim, Wingersheim et Wittersheim.
À partir de 1831, comme dans toute l'Alsace, le rabbin de Brumath devient un salarié de l'État; sa rémunération est de 600 francs en 1842 .
En 1841, d'après le recensement de la population, 320 Juifs résident à Brumath, sur un total de 3 761 habitants. Les Juifs, comme la municipalité de Brumath, sont conscients de ce que la population juive de la ville va rapidement atteindre 400 personnes et qu'une nouvelle synagogue doit être construite. Ce projet est attesté dès 1840, tandis qu'une contribution  de la commune est annoncée pour 10 000 francs, sur un montant de travaux estimé initialement à 38 000 francs.
L'actuelle synagogue est finalement construite en 1845. Des difficultés en cours d'exécution entraînent une hausse du coût réel des travaux ainsi qu'un différend entre la communauté juive et la commune, si bien que la contribution de la commune ne fut jamais versée. C'est finalement le Ministère des Cultes sur la demande du Préfet qui, pour couvrir les sommes encore dues à l'entrepreneur, débloque une aide de 12 000 francs en... 1859!
En 1847, l'école israélite de Brumath, créée en 1838, est reconnue comme école communale. Il est à noter que le futur Grand Rabbin de Strasbourg et du Bas-Rhin, Isaac Weil, naît à Brumath en 1840.
La population juive de Brumath poursuit sa croissance jusque vers la fin du XIXe siècle et atteint 476 âmes en 1882, date proche de son apogée.

### XXesiècle
La population juive de Brumath est redescendue à 306 personnes en 1910.
En 1936, elle compte 185 âmes.
Le 13 juillet 1940, les Juifs de Brumath, comme tous les Juifs encore demeurés en Alsace, sont expulsés vers la zone non-occupée, par décision du Gauleiter Robert Wagner, administrateur de l'Alsace annexée par l'Allemagne nazie. Pour beaucoup, jetés sur les routes de France à la recherche d'un refuge, ils tenteront, souvent en vain, d'échapper aux arrestations et à la déportation vers les camps d'extermination nazis.
La communauté juive de Brumath se reconstitue à partir de 1945.
Aujourd'hui réduite à quelques familles seulement, elle entend néanmoins maintenir la synagogue et consent de lourds efforts d’entretien.

## Architecture
En 1840, la communauté juive de Brumath avait refusé un premier projet, plus élégant, de style néo-classique présenté par Cron, alors architecte réputé.
Le projet finalement adopté « reflète cette architecture inspirée d’une saine tradition classique qui marque l’ensemble des édifices publics brumathois construits dans la première moitié du XIXe siècle». L'architecte qui construisit cette synagogue est le même que celui de l'église catholique Saints-Nazaire-et-Celse et de la mairie.
L'édifice, dont l'axe principal est orienté du nord-ouest (entrée) vers le sud-est (direction de prière vers Jérusalem), se présente de profil au fond d’une cour plantée de dix grands arbres: «les constructeurs avaient-ils pour souci de ne point choquer»? Il est à noter que seule la façade sud-est donne directement sur la rue (Rue Simon).
On accède à la synagogue par un porche couvert d'une toiture en zinc soutenue par une rangée de six colonnes de grès rose d’ordre dorique. Au centre du porche, une grande porte correspond à l’accès réservé aux hommes. Elle est flanquée de deux petites portes permettant un accès direct à la galerie des femmes.

La porte principale est surmontée d'une inscription hébraïque en lettres noires sur fond turquoise, accompagnée de sa traduction en langue allemande (mais pas en français!), reproduisant un demi-verset du Livre des Psaumes (Ps. 93:5) : « A ta maison appartient la sainteté, Ô Éternel, pour la durée des siècles ». Au-dessous de cette inscription, deux petits médaillons circulaires de même fond turquoise indiquent - l'un en français et latin à gauche, l'autre en hébreu à droite - l'année de l'érection de la synagogue, soit 5606 dans le calendrier hébraïque débutant à la «création du Monde» (hébreu:  לבריאת העולם  livriat olam) ou Anno Mundi.

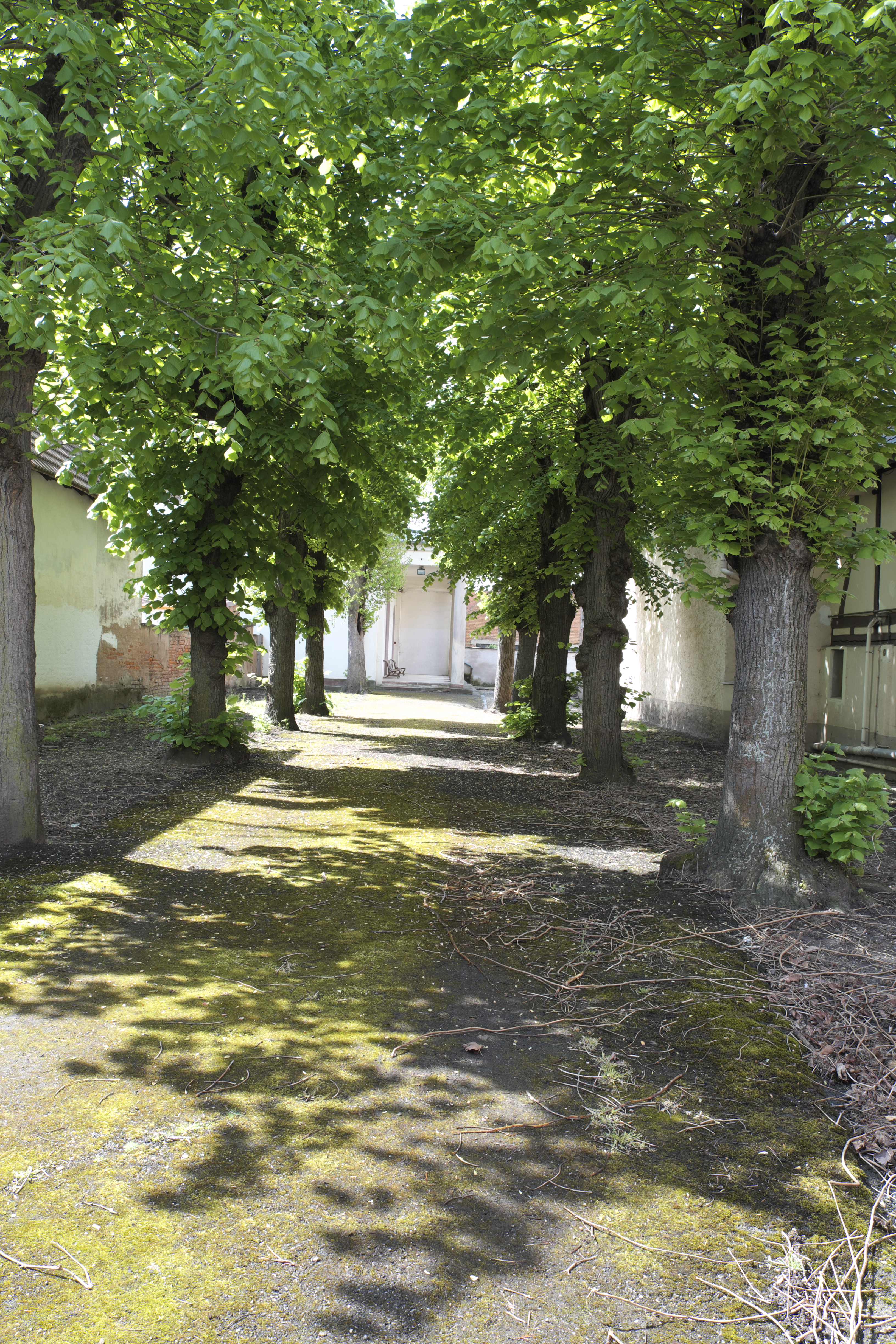
Allée menant au porche d'entrée
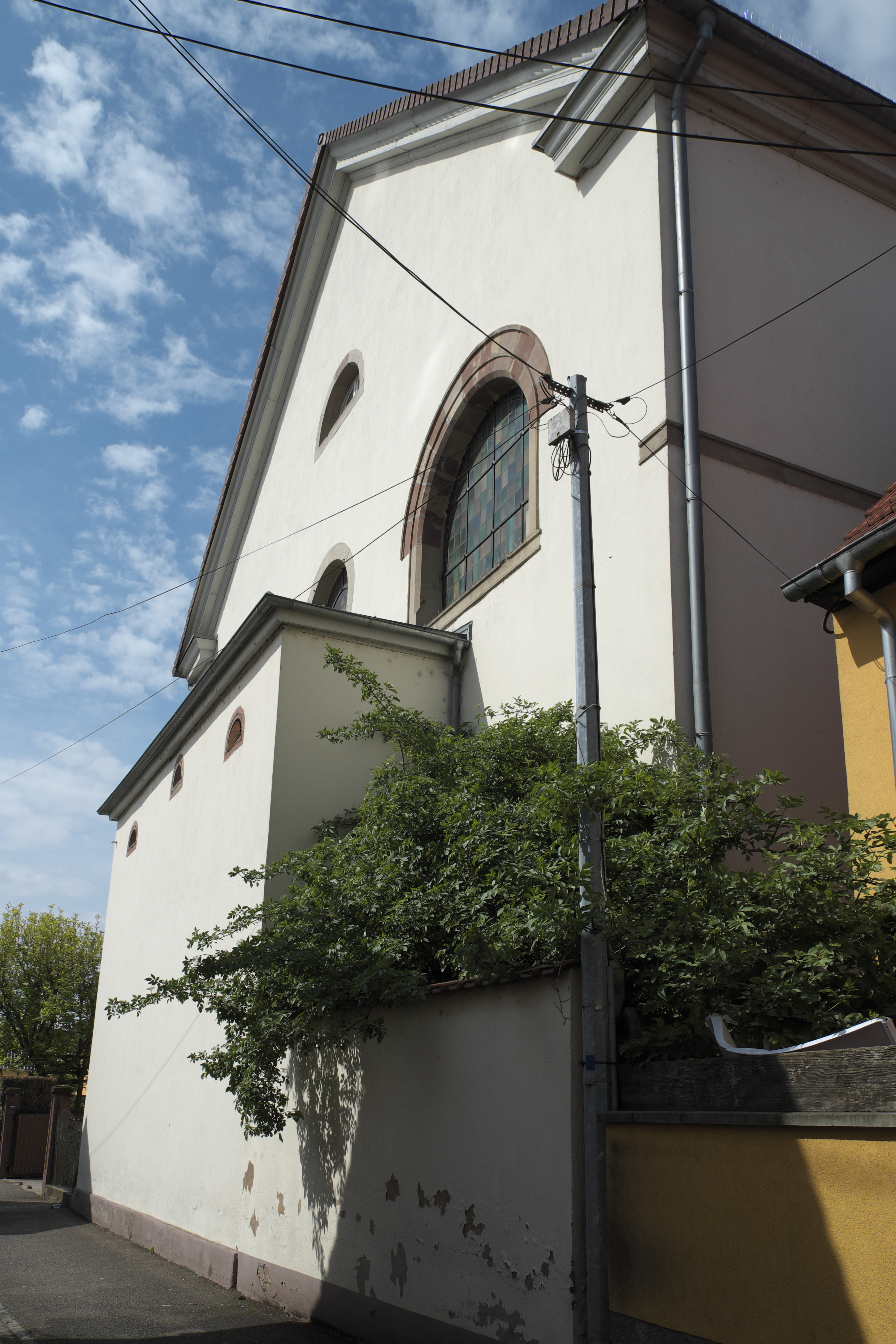
Façade sud-est rue Simon avec emplacement de l'Arche sainte en saillie
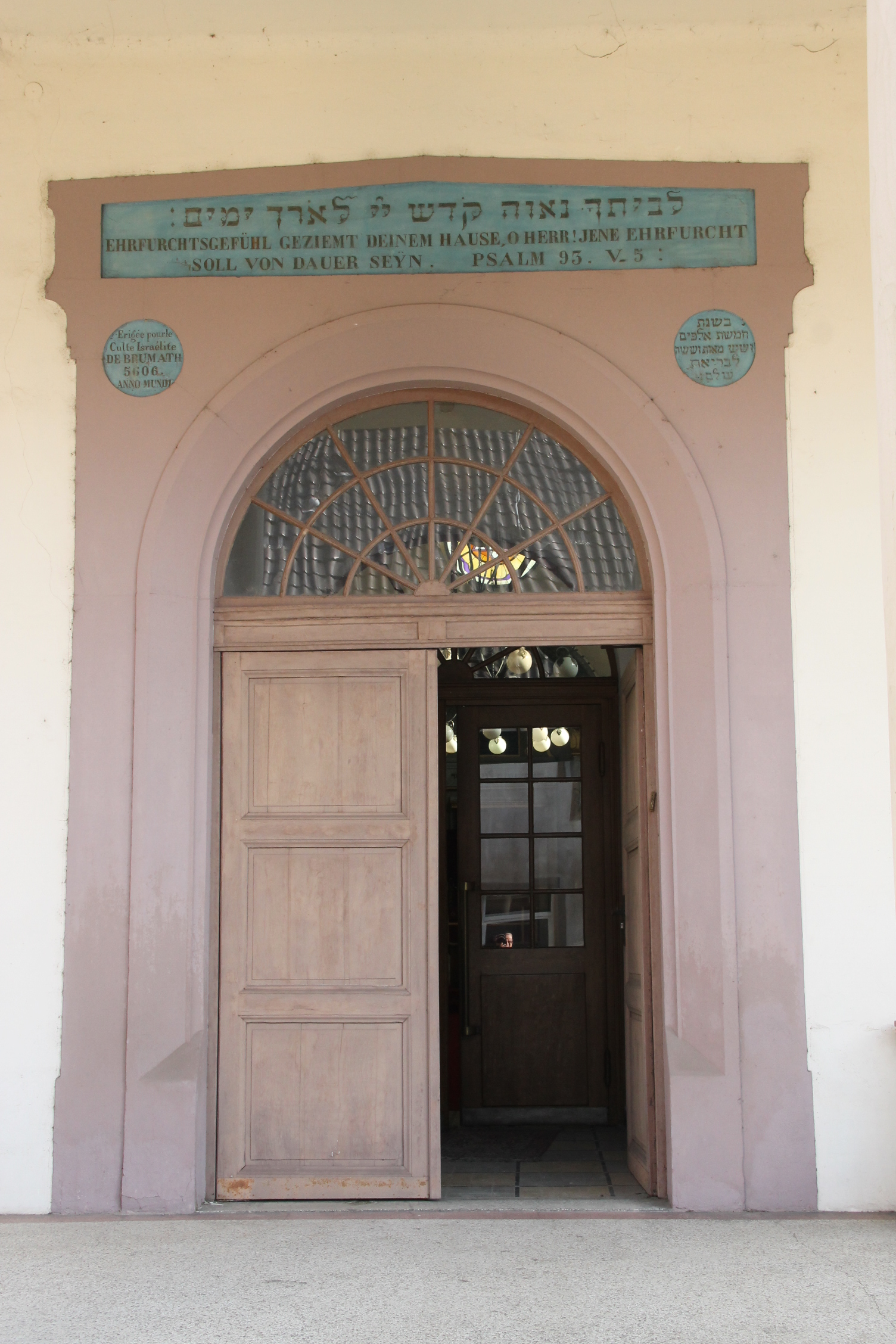
Porte d'entrée principale
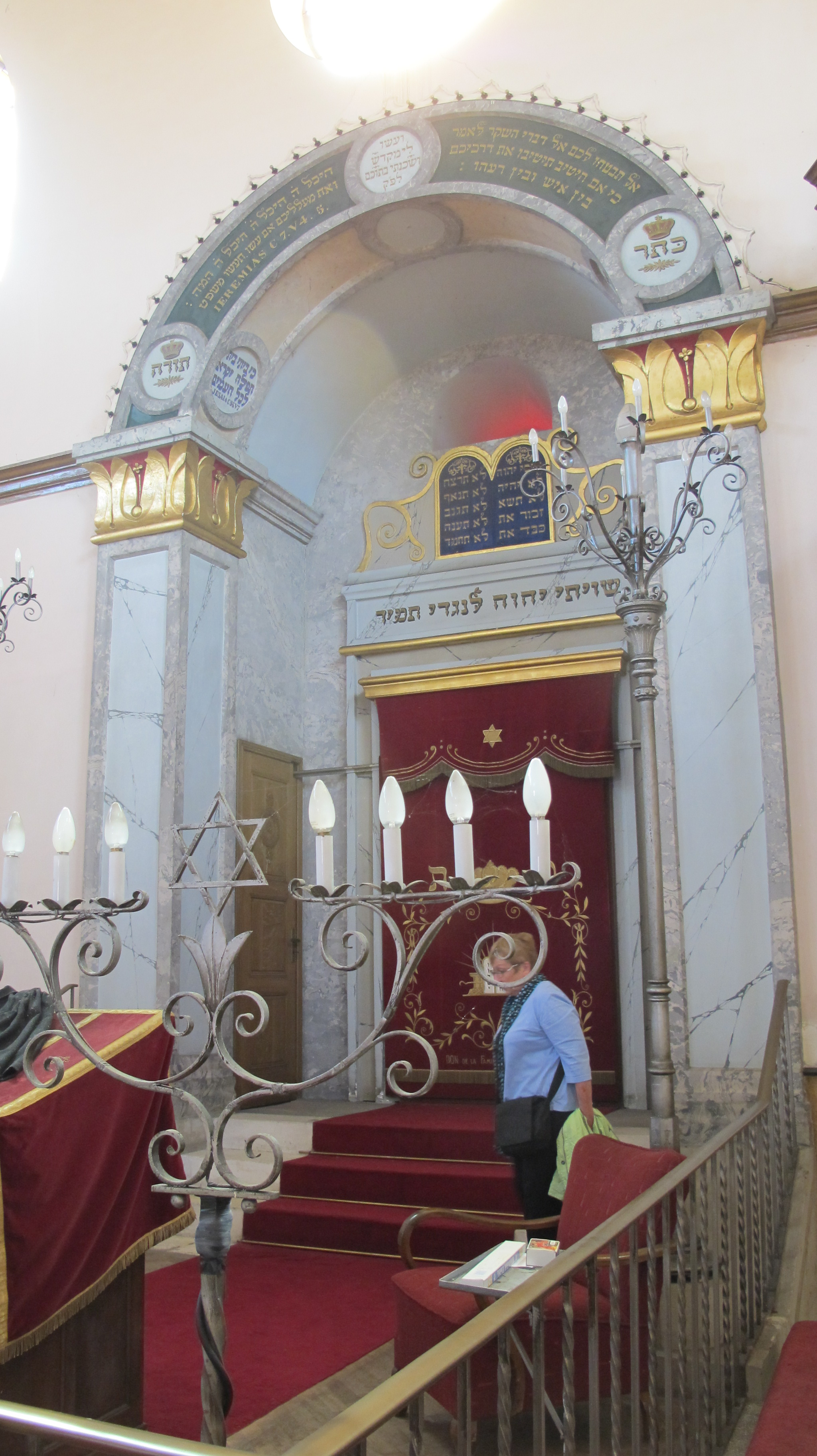
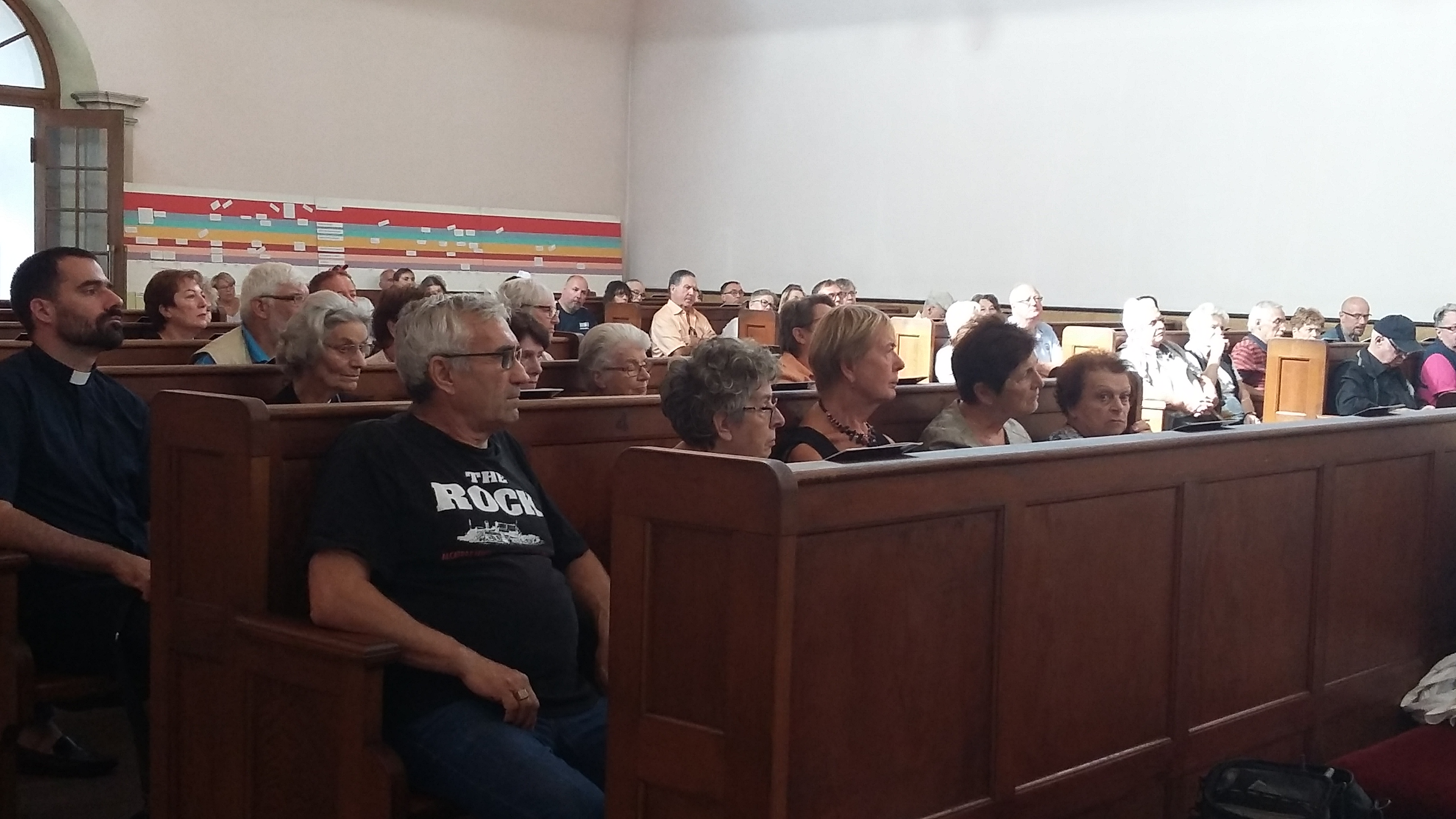
Office de Hannoucah 2020

Lorsqu'on pénètre dans le bâtiment par la grande porte, on peut observer un logement arrondi dans le mur du vestibule: il abrite la fontaine d'ablution des mains ou guissef en judéo-alsacien. L'objet original, malheureusement dérobé, a été remplacé en 2018 par celui de la synagogue de Dettwiller.
La salle de la synagogue en forme de parallélépipède mesure 20 m de long sur 15 m de large et 10,60 m de haut. Elle comporte au premier étage une tribune pour les femmes, constituée par une galerie en U. L'architecture intérieure frappe par sa sobriété, les principaux éléments décoratifs étant concentrés sur le mur oriental qui comporte l'Arche sainte ou Aron Hakodèch en hébreu. L'ensemble est lumineux, éclairé par de larges baies vitrées de couleurs claires (blanc et jaune), toutes situées au-dessus de la ligne tracée par la galerie des femmes.
La disposition actuelle de la synagogue suit un plan «moderne» dans laquelle la Bimah, estrade depuis laquelle on lit la Torah, est reculée pour être placée non pas traditionnellement au centre de la synagogue, mais directement devant la surélévation menant à l’Arche sainte. Ainsi Bimah et Arche sainte sont regroupées pour former une continuité. Ce plan, qui marque un rapprochement avec celui des églises chrétiennes, est typique d’une certaine « nationalisation » du culte israélite au XIXe siècle. L'adoption d'une telle disposition n'était  pas prévue en première intention, comme en témoigne le plan d'architecte datant de 1844 qui fait apparaître une disposition traditionnelle avec Bimah au centre.
Plus emblématique encore de l’imitation du modèle «chrétien» est la présence en hauteur sur le mur oriental, à droite et à proximité immédiate de l’Arche sainte, d’une chaire en bois, tribune depuis laquelle le rabbin prononçait son sermon. On y accédait par un escalier intérieur (aujourd'hui détruit), dérobé au regard des fidèles car aménagé derrière la cloison à droite de l’Arche sainte dans le renfoncement du mur oriental.
L’Arche sainte est aménagée en niche dans le mur oriental. Son pourtour est rehaussé d’un arc retombant sur deux pilastres. Le décor de stuc associe des teintes de gris, rose, rouge, turquoise et bleu nuit. Il est complété de quelques dorures, dont les inscriptions hébraïques. L'arc porte une longue inscription hébraïque en lettres dorées sur fond turquoise reproduisant deux versets consécutifs du Livre de Jérémie (Jer. 7: 4-5). La source de ces versets figure en caractères latins, mais leur traduction n’est pas donnée. Ils signifient « Ne vous fiez pas à cette formule trompeuse: c’est ici le sanctuaire de l’Éternel, c’est ici le sanctuaire de l’Éternel, c’est ici le sanctuaire de l’Éternel. Car si vous corrigez sérieusement vos voies et vos œuvres, si vous pratiquez une justice sévère dans vos relations réciproques... »[Le texte biblique est ensuite interrompu]. Sur ce même arc, le médaillon central reproduit un autre verset biblique en hébreu: ועשו לי מקדש ושכנתי בתוכם. Il s’agit d'un verset du Livre de l'Exode (Ex. 25:8) : «Et ils me feront un sanctuaire et ma résidence sera au milieu d’eux». Trois lettres hébraïques sont surlignées dans le texte du médaillon : Ces trois lettres ש ש et ו ont également une valeur numérique en hébreu. Celle-ci est de 300 (+) 300 (+) 6 (=) 606, ce qui donne l'année hébraïque 5606, année de la construction de la synagogue déjà mentionnée en chiffres arabes sur l'un des médaillons de la façade d'entrée.
A droite et à gauche, à la base de l'arc, deux médaillons ornés chacun d’une couronne forment ensemble l’expression hébraïque כתר תרה qui signifie «Couronne de la Torah». Deux autres médaillons, sur la face interne de la voûte, reproduisent l'un et l'autre le texte hébreu d'un verset des Prophètes. Dans le médaillon de gauche, le texte tiré du Livre d'Isaïe (Is. 56:7) signifie « Car ma maison sera dénommée Maison de prières pour toutes les nations ». Dans celui de droite, le texte tiré du Livre de Habacuc (Ha. 2:20) signifie «Quant à l’Éternel, Il trône dans son saint Palais; que toute la terre fasse silence devant lui»! A noter que le médaillon central, sur cette même face interne de la voûte, est vide de toute inscription ou décor.
Sur le fond de la niche, surmontant la corniche au-dessus de l’armoire contenant les rouleaux de la Torah, un fin décor bleu nuit et or reproduit les Tables de la Loi. Au-dessus de celles-ci, un oculus permet à la lumière du jour de pénétrer dans l’Arche sainte. Sur la corniche elle-même, figure l’inscription  hébraïqueשויתי יהוה לנגדי תמידtirée du Livre des Psaumes (Ps. 16:8) et signifiant « J’ai placé l’Éternel devant moi pour toujours ».
Plusieurs pièces de mobilier en fer forgé contribuent  à la décoration du lieu. Ce sont deux lustres à boules, une paire de lampadaires placés devant les pilastres de l’Arche sainte, ainsi que deux chandeliers à neuf branches (huit lumières et une étoile de David) disposés de part et d’autre de la Bimah. S’y ajoutent les balustrades qui courent autour de la Bimah, ainsi qu’une petite « lampe éternelle », ou ner tamid en hébreu, fixée à mi-hauteur sur le mur à gauche de l’Arche sainte.
Un harmonium atteste la volonté d’organiser un culte agrémenté de musique, dans une optique s'éloignant de la position orthodoxe suivant laquelle les instruments de musique ne sont pas admis dans la synagogue et se rapprochant de l'attitude, à cet égard, de celle du judaïsme réformé.

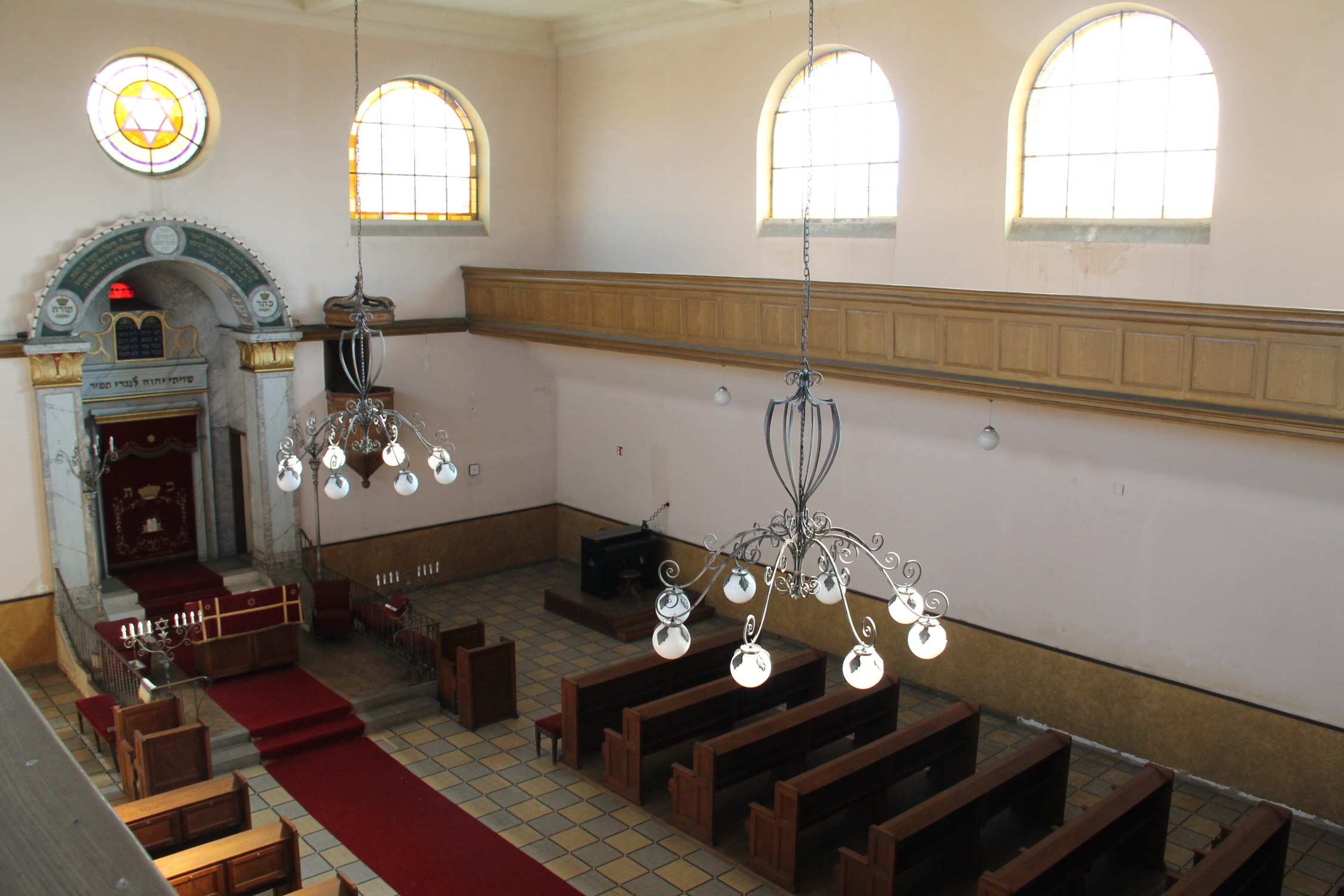
Vue intérieure depuis la galerie des femmes
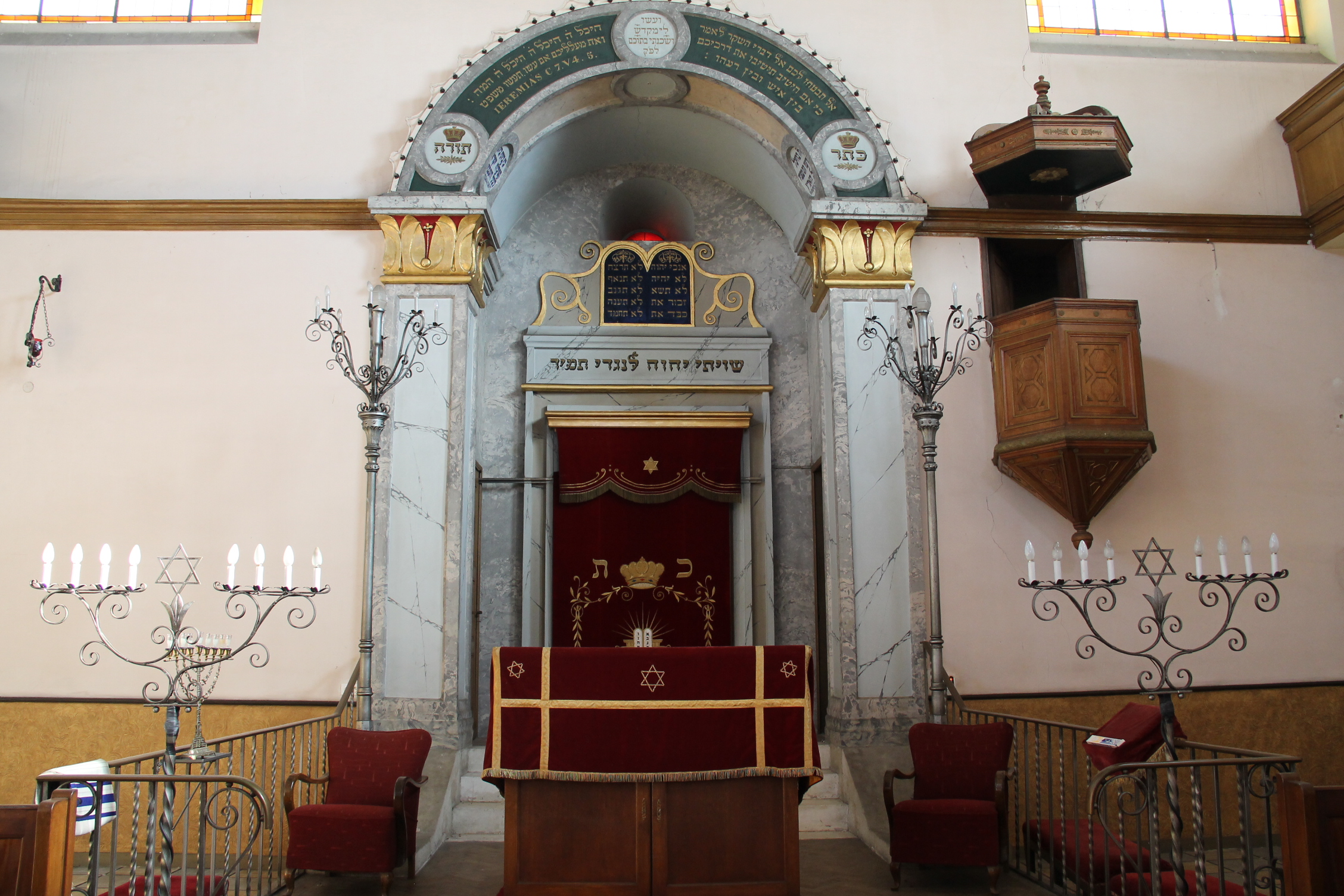
Bimah et Arche sainte
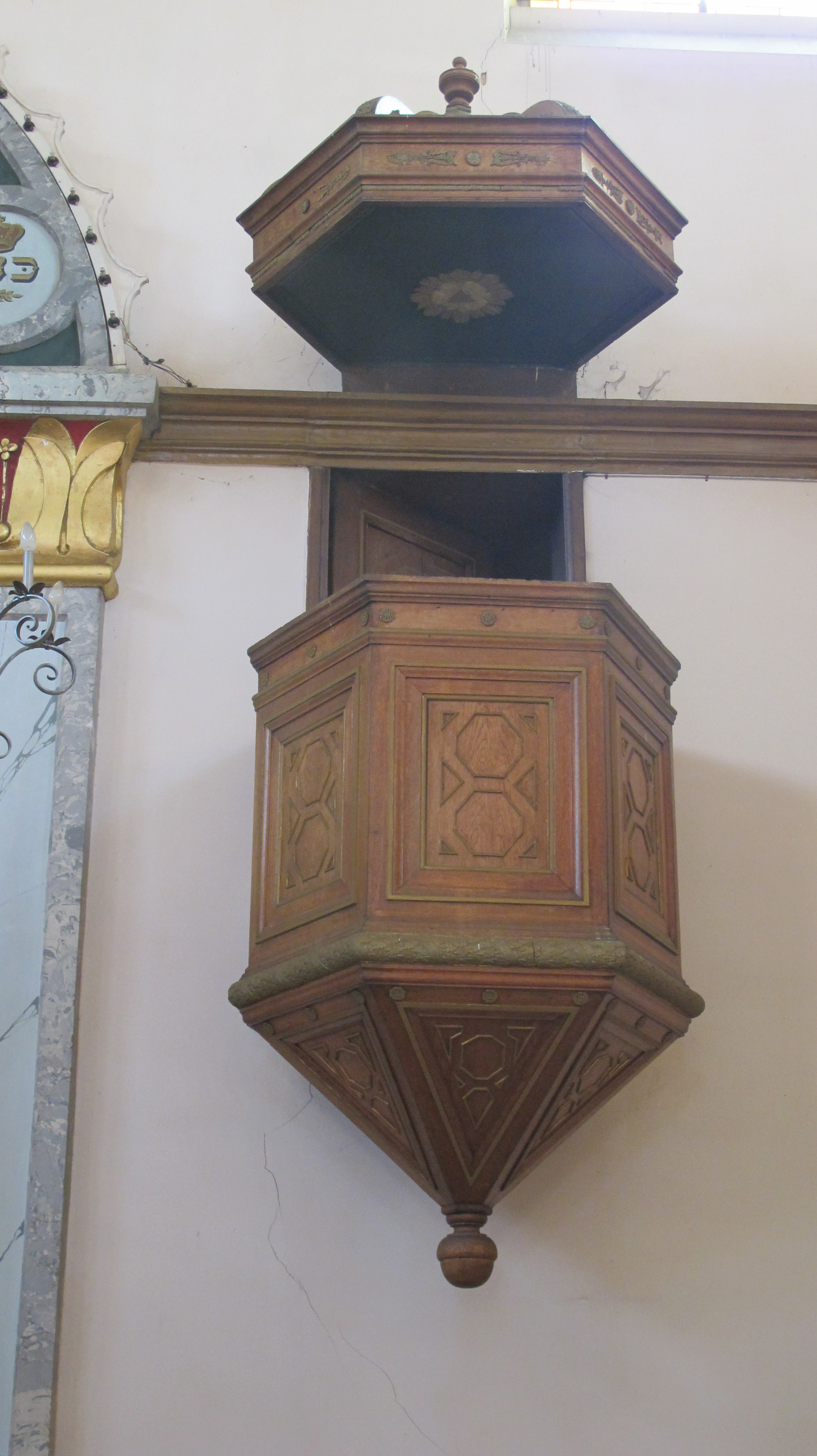
Chaire
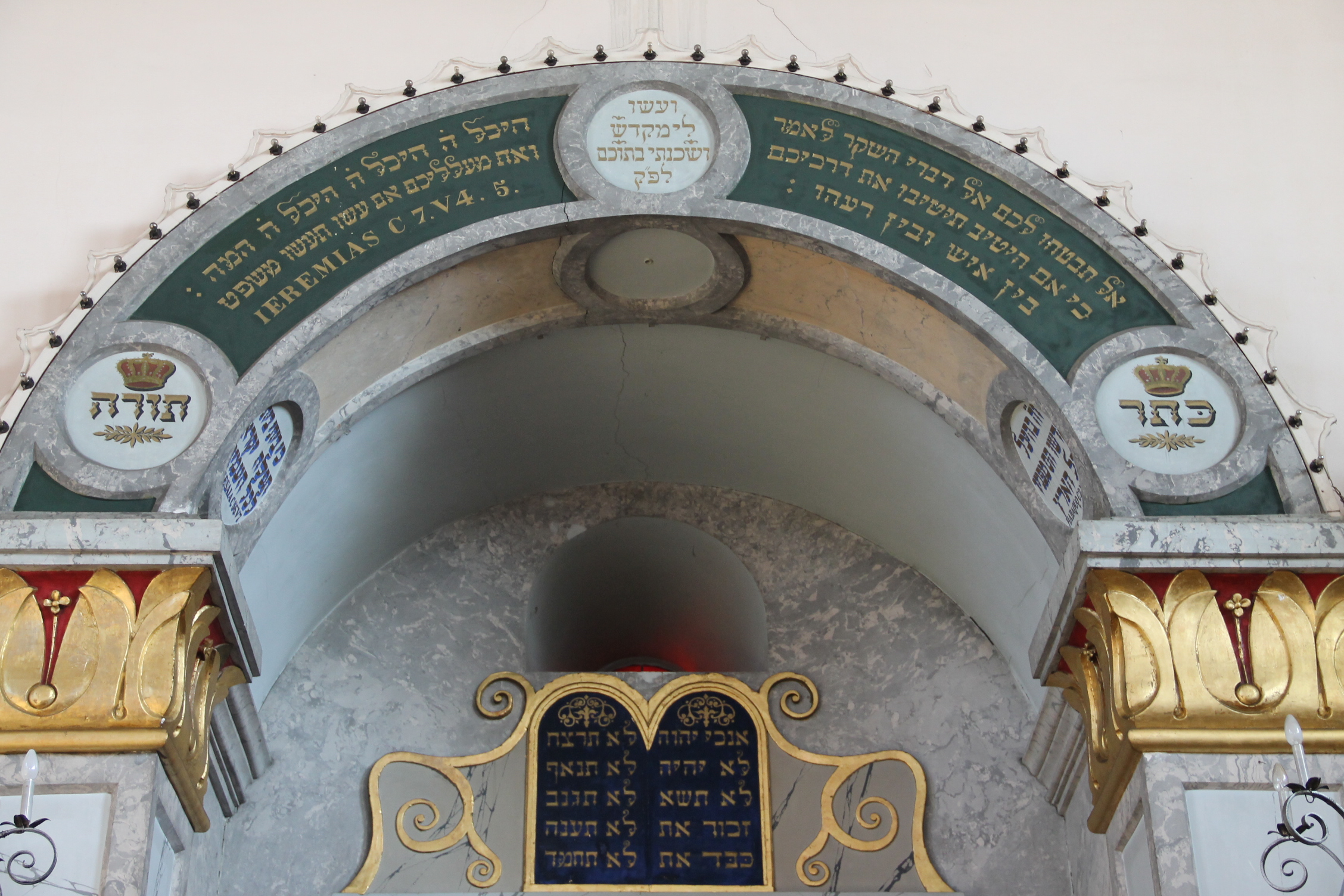
Arche sainte : détail
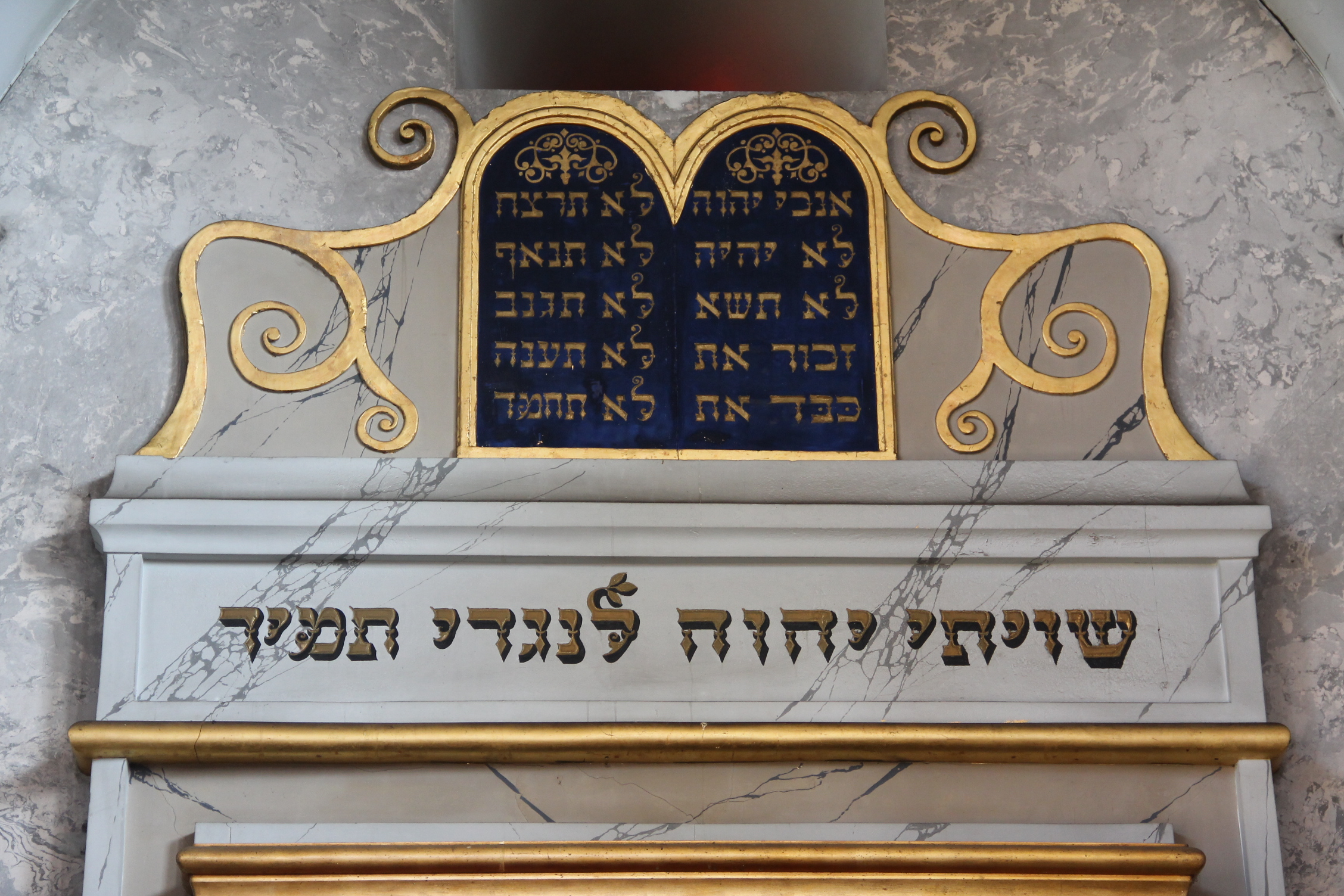
Arche sainte : tables de la loi et inscription au-dessus de l'armoire des rouleaux de Torah

## Situation actuelle du bâtiment
Pendant l'occupation allemande de 1940-1945, la synagogue a été endommagée et profanée. Dans les années d'après-guerre, elle a d'abord été utilisée comme dépôt alimentaire. Rénovée en 1957, elle est alors ré-inaugurée et rendue au culte.
Face au déclin numérique de la communauté et à son avenir incertain en tant que lieu de culte, Isidore Halberg, l'actuel président de la communauté juive de Brumath nommé par le Consistoire Israélite du Bas-Rhin, tente de maintenir une vie religieuse dans la synagogue. Divers travaux d'entretien ont été réalisés depuis 2017, avec l'aide du Consistoire Israélite du Bas-Rhin, dans le but d'essayer d'attirer de nouveaux fidèles.
La synagogue n’est actuellement plus chauffée, le poêle à bois qui avait remplacé le poêle De Dietrich d’origine ayant été démonté. La Synagogue ne peut donc fonctionner qu'environ  six mois dans l'année.
Des fêtes religieuses telles que Souccot (fête des cabanes)  et Hanoucca ("fête des lumières") ainsi que certains offices de Shabbat continuent à y être célébrés sous l'égide du président Isidore Halberg.
Depuis 2018 la synagogue de Brumath est inscrite dans les programmes de l'Office de Tourisme de Haguenau, ainsi que le cimetière juif. Des visites sont régulièrement organisées.
Des concerts ont également lieu de manière régulière.
La salle d’une capacité construite de 400 places (y compris la galerie des femmes désormais désaffectée) est encore autorisée à ce jour pour 150 personnes.
Il est prévu que la synagogue participe aux Journées Européennes de la Culture et du Patrimoine Juifs les dimanches 6 et 13 septembre 2020.

## Le cimetière juif de Brumath
Les morts de la communauté juive de Brumath ont d'abord été enterrés à Rosenwiller.
En 1880, un cimetière juif a été créé. Il se situe à 1 km à la sortie de la commune sur la D140 (rue des Romains, direction Bischwiller) .
Dans la nuit du 29 au 30 octobre 2004, le cimetière  été profané. 92 tombes ont été découvertes maculées d'inscriptions antisémites, racistes et néo-nazies. Ces tombes, notamment taguées de sigles « SS », de croix gammées, de « mort aux juifs », se trouvent quasi- intégralement dans la partie ancienne du cimetière. La majorité sont d'anciennes sépultures, en grès. Les dégradations, commises avec des bombes de peintures noire et bleue, ont été découvertes par une patrouille de la police municipale.  Elles ont suscité une vague d'indignation dans toute la région.